# Bienotherium
Bienotherium è un genere estinto di terapsidi, appartenente ai tritilodontidi. Visse nel Giurassico inferiore (circa 197 – 190 milioni di anni fa) e i suoi resti fossili sono stati scoperti in Cina.

## Descrizione
Questo animale doveva essere della taglia di un gatto, dal corpo e dal cranio robusti. Come molti tritilodonti, anche Bienotherium possedeva ampie ma sottili arcate zigomatiche che indicavano la presenza di grandi muscoli masticatori. I denti anteriori erano a forma di incisivi, molto grandi e robusti. Era presente un diastema insolitamente ampio a causa dell'assenza dei canini; i denti posteriori erano a forma di molari ed erano dotati di creste adatte a triturare. Le creste dei denti di Bienotherium erano molto più corte di quelle dei denti di altri tritilodoonti affini, come Lufengia. Il cranio di Bienotherium era molto più robusto di quello degli altri tritilodonti, e anche le dimensioni erano maggiori. 

## Classificazione
Il genere Bienotherium venne descritto per la prima volta da C. C. Young nel 1940, sulla base di resti fossili ritrovati nella formazione Lufeng nello Yunnan, in Cina, in terreni del Giurassico inferiore. La specie tipo è Bienotherium yunnanense, ma a questo genere sono state ascritte anche le specie B. minor (sempre da Young) e B. magnum (da Chow), provenienti anche queste dalla stessa formazione, la quale ha restituito i fossili di altri tritilodonti, tra cui il già citato Lufengia e Yunnanodon.

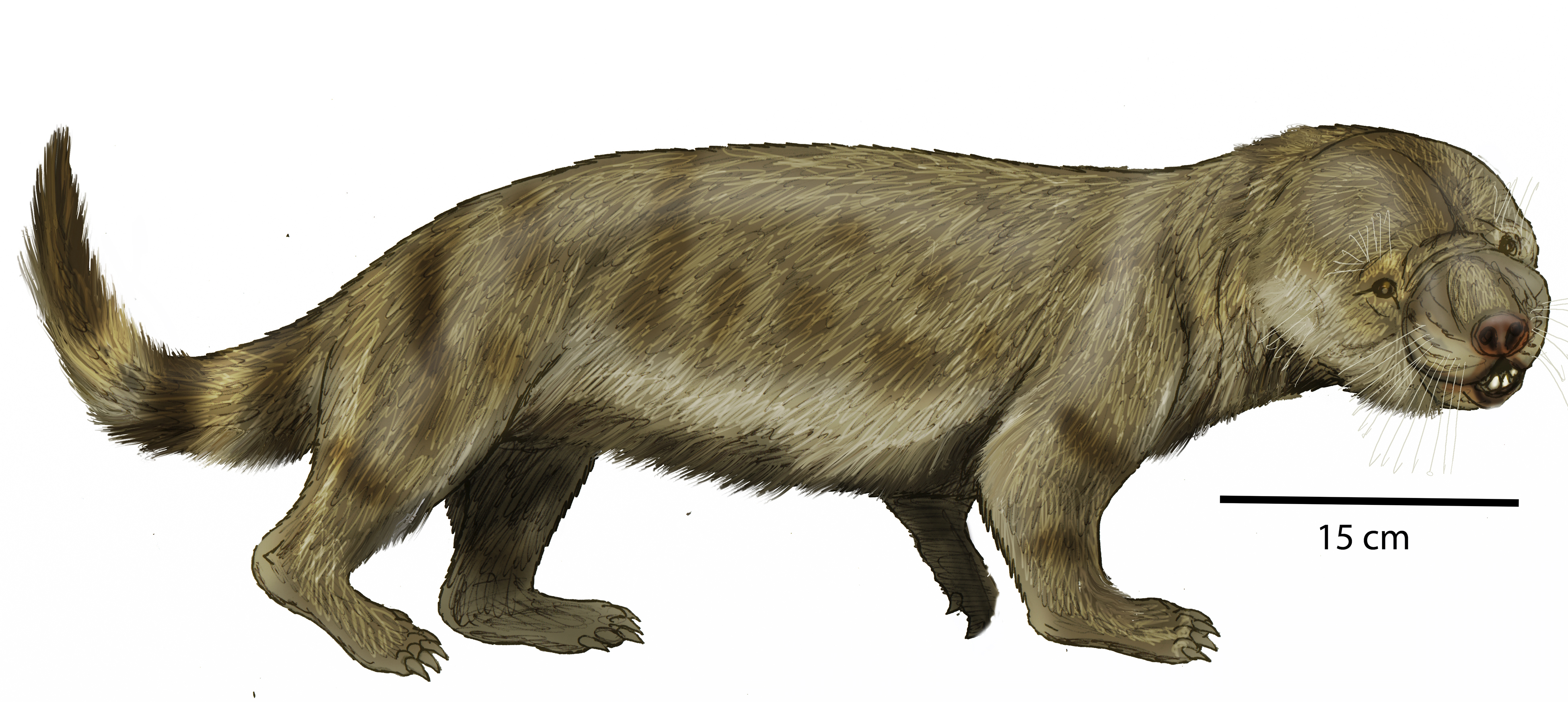
Ricostruzione di Bienotherium yunnanense

Bienotherium è considerato un membro derivato del gruppo dei tritilodontidi (Tritylodontidae), terapsidi specializzati tipici del Giurassico, dalle abitudini erbivore.